# Le Port, Ariège

Le Port este o comună în departamentul Ariège din sudul Franței. În 1 ianuarie 2022 avea o populație de 167 de locuitori.